# Luc Van Langenhove
Luc Van Langenhove was een Belgische sportverslaggever. In 1985 begon hij zijn carrière als wielercommentator bij de BRTN. Op 1 oktober 2020 werd bekend dat hij met pensioen gaat.
Luc Van Langenhove gaf commentaar bij 22 Rondes van Frankrijk en vier Olympische Spelen. Hij was in het begin van de 21ste eeuw eveneens chef-sport bij de VRT en verslaggever bij Sporza Radio. Bij Sporza becommentarieerde hij vooral belangrijke wielerwedstrijden , samen met Carl Berteele. Sinds 2007 is hij gestopt met wielercommentaar en werd manager van Sporza. 